# Aniulus prosoicus
Aniulus prosoicus är en mångfotingart som beskrevs av Chamberlin 1940. Aniulus prosoicus ingår i släktet Aniulus och familjen Parajulidae. Inga underarter finns listade i Catalogue of Life.